# Gretna (Nebraska)
Gretna és una població dels Estats Units a l'estat de Nebraska. Segons el cens del 2008 tenia 6.572 habitants.

## Demografia
Segons el cens del 2000, Gretna tenia 2.355 habitants, 889 habitatges, i 642 famílies. La densitat de població era de 770,6 habitants per km².
Dels 889 habitatges en un 38,1% hi vivien nens de menys de 18 anys, en un 58% hi vivien parelles casades, en un 11,6% dones solteres, i en un 27,7% no eren unitats familiars. En el 23,5% dels habitatges hi vivien persones soles el 10% de les quals corresponia a persones de 65 anys o més que vivien soles. El nombre mitjà de persones vivint en cada habitatge era de 2,59 i el nombre mitjà de persones que vivien en cada família era de 3,07.
Per edats la població es repartia de la següent manera: un 28,1% tenia menys de 18 anys, un 8,3% entre 18 i 24, un 28,6% entre 25 i 44, un 21,9% de 45 a 60 i un 13% 65 anys o més.
L'edat mediana era de 36 anys. Per cada 100 dones de 18 o més anys hi havia 86,2 homes.
La renda mediana per habitatge era de 50.112$ i la renda mediana per família de 56.410$. Els homes tenien una renda mediana de 37.868$ mentre que les dones 27.569$. La renda per capita de la població era de 21.729$. Aproximadament el 2,3% de les famílies i el 3,6% de la població estaven per davall del llindar de pobresa.

## Poblacions més properes
El següent diagrama mostra les poblacions més properes.